# Pemba (Distrikt, Sambia)
Pemba ist einer von 15 Distrikten in der Südprovinz in Sambia. Er hat eine Fläche von 1887 km² und es leben 101.021 Menschen in ihm (2022). Verwaltungssitz ist der Ort Pemba. Der Distrikt wurde Juni 2012 von Choma abgespaltet.

## Geografie
Pemba befindet sich etwa 100 Kilometer südwestlich von Lusaka. Der Distrikt erhebt sich im Norden bis auf über 1200 m und fällt nach Süden bis auf 600 m ab.
Der Distrikt grenzt im Norden an den Distrikt Monze, im Osten an Gwembe und Sinazongwe und im Westen Choma.

## Infrastruktur
Pemba hat nach der Trennung von Choma einen strukturellen Wandel erfahren. Es wurde für 5 Millionen Kwacha (damals etwa 500.000 €) ein ausgedehntes Trinkwassernetz angelegt.
Pemba hat 64 Schulen, davon sind 61 Grundschulen. Einige Schulen wurden mit Schlaf und Essensräumen angelegt.
Es gibt 6 Krankenhäuser in dem Distrikt. Weitere Gesundheitsposten sind im Bau. Auch die Qualität der medizinischen Behandlungen hat sich durch zusätzliches Fachpersonal nach der Abspaltung von Choma verbessert.
Pemba wird von der Fernstraße T1 durchzogen.

## Wirtschaft
Pemba lebt hauptsächlich von der Landwirtschaft. Meistens wird Mais angebaut oder Milchvieh, Ziegen und Schafe gehalten. Darüber hinaus werden in kleinerem Umfang Hühner gehalten oder Erdnüsse und Sonnenblumen angebaut.